# Mark Jason Melligen
Mark Jason Melligen (Cebu City, 6 aprile 1986) è un pugile filippino.
Soprannominato "MJM Grand", ha un record di 16-1 (12 vittorie prima del limite).

## Carriera
Melligen ha iniziato la sua carriera da professionista il 30 aprile 2006 a 20 anni, contro il connazionale Roland Malonhao. Il match è terminato per KO tecnico di Malonhao alla 1ª ripresa. A questo successo sono seguiti altri 5 trionfi consecutivi (4 dei quali per KO), prima di venire sconfitto dal coreano Yong Sun Kim il 9 febbraio 2007 al Lotte Hotel in Sud Corea. In seguito ha vinto 10 volte consecutive, vincendo in 7 occasioni per KO.
L'ultimo incontro disputato da Melligen lo ha visto opposto a Ernesto Zepeda all'Hard Rock Hotel and Casino di Las Vegas. Il match era il primo dei tre incontri dell'evento Pinoy Power 2, terminato con lo scontro Donaire-Concepcion vinto dal pugile filippino. Melligen è riuscito a sconfiggere l'avversario alla 4ª ripresa per KO tecnico.